# ヴィトゲンシュタイン (映画)
『ヴィトゲンシュタイン』（Wittgenstein）は、1993年公開のデレク・ジャーマンの映画。哲学者ルートヴィヒ・ウィトゲンシュタインの伝記映画であるが、事実そのままではなく創作も入っている。テリー・イーグルトンが脚本を手がけている。 

## スタッフ
- 監督：デレク・ジャーマン
- 脚本：テリー・イーグルトン

## 出演
- カール・ジョンソン　大人のウィトゲンシュタイン
- ティルダ・スウィントン
- ジョン・クウェンティン　子供の頃のウィトゲンシュタイン
- マイケル・ガフ  バートランド・ラッセル